# Los Lira
Los Lira är en ort i Mexiko.   Den ligger i kommunen Pabellón de Arteaga och delstaten Aguascalientes, i den centrala delen av landet, 400 km nordväst om huvudstaden Mexico City. Los Lira ligger 1 945 meter över havet och antalet invånare är 112.
Terrängen runt Los Lira är lite kuperad, och sluttar brant västerut. Runt Los Lira är det ganska tätbefolkat, med 139 invånare per kvadratkilometer. Närmaste större samhälle är Jesús María, 19,7 km sydväst om Los Lira. Omgivningarna runt Los Lira är i huvudsak ett öppet busklandskap.